# 島の宝100景
島の宝100景（しまのたからひゃっけい）は、国土交通省都市・地域整備局の主催により選ばれた、「島の宝」として引継ぎ、活かしたい日本の離島の100の景観。2009年4月10日に発表された。

## 概要
2008年10月から2009年1月15日まで、日本全国の有人離島約400とその周辺の無人島を対象に、一般から候補の募集が行われた。これに対して、149の島（諸島・群島等での応募6件を除く）に関する547件の応募があった。なお、応募に際しては写真の添付が必要とされたが、写真は対象をより正確に伝えるためのものという位置づけであり、写真自体の質は評価の対象とされていない。
選定は「釣りバカ日誌」で知られる漫画家の北見けんいちを委員長とする選定委員会によって行われ、結果は2009年4月10日に発表された。

### 選定委員
- 北見けんいち - 漫画家。選定委員会委員長。
- 海津ゆりえ - 文教大学国際学部准教授、NPO法人日本エコツーリズム協会理事。
- 加藤庸二 - 写真家、株式会社ワイドビジョン代表取締役。
- 神崎宣武 - 民俗学者、旅の文化研究所所長。
- 斉藤滋 - クラブツーリズム株式会社販売促進部顧問。
- 斎藤潤 - フリーランスライター、元「るるぶ情報版」編集長。
- 高野宏一郎 - 財団法人日本離島センター理事長、新潟県佐渡市市長。

## 一覧
北海道
- 礼文島 - 日本最北端の昆布漁
- 利尻島 - 北の島で舞う利尻麒麟獅子
- 焼尻島 - おんこ（イチイ）原生林と羊とアザラシ

宮城県
- 田代島 - 島の守り神「猫神社」
- 宮戸島 - 小正月の鳥追い行事「えんずのわり」

山形県
- 飛島 - とびしま天保そば・ごどいも収穫感謝祭

東京都
- 新島 - コーガ石（抗火石）の建造物
- 神津島 - 漁村伝承文化「建切漁業（巾着漁）」
- 三宅島 - 正月の伝統行事「船祝い」
- 八丈島 - 黄八丈
- 父島 - おがさわら丸「出港の時」

新潟県
- 佐渡島 - トキと人が共存する島の環境づくり
- 佐渡島 - 外海府・大野亀のトビシマカンゾウの大群落
- 佐渡島 - 佐渡の伝統芸能と行事

石川県
- 舳倉島 - 海女によるケルン（山だめ）の島
- 能登島 - イルカを温かくむかえる島の人々のやさしさ

静岡県
- 初島 - 受け継がれる知恵と自然の恵み「エビ網」

愛知県
- 佐久島 - 三河湾の黒真珠
- 日間賀島 - ほうろく祭り
- 篠島 - 伊勢神宮に奉納される「御幣鯛」

三重県
- 答志島 - 八幡神社の神祭
- 菅島 - しろんご祭り

兵庫県
- 沼島 - ダンジリ海に突入-沼島八幡神社春祭
- 家島 - 家島天神祭

島根県
- 島後 - 隠岐・島後の舟小屋
- 島後 - 隠岐の牛突き
- 西ノ島 - 絶景と放牧の調和「牧畑」
- 知夫里島 - 輪転式牧畑の名残を残す赤ハゲ山

岡山県
- 大多府島 - 大多府漁港元禄防波堤
- 前島 - アマモの森
- 犬島 - 産業遺産を活用したアートの島
- 白石島 - 白石踊
- 真鍋島 - 走り神輿

広島県
- 大崎上島 - 大崎上島櫂伝馬競漕

山口県
- 周防大島・屋代島 - 久賀引山太鼓
- 祝島 - 石垣の棚田
- 牛島 - 藤田・西﨑の波止
- 粭島 - 貴船祭
- 蓋井島 - 「山ノ神」神事
- 見島 - 鬼ヨーズ（凧）

徳島県
- 大毛島・島田島 - 鳴門の渡船

香川県
- 小豆島 - 農村歌舞伎と千枚田
- 小豆島 - 醤油蔵が続く醤の郷
- 豊島 - 大師ゆかりの水「唐櫃の清水」
- 女木島 - オオテ（石垣）
- 本島 - 中世の城下町の面影を残す「笠島のまち並」
- 伊吹島 - イリコの加工

愛媛県
- 岩城島 - アマモ実る海
- 新居大島 - 秋祭り「夜宮」
- 小島 - しまなみ海道に残る芸予要塞
- 興居島 - 船踊り
- 中島 - ミカンの天国
- 九島 - 子供牛鬼

高知県
- 沖の島・鵜来島 - 石垣・石段とともにある暮らし

福岡県
- 宗像大島 - みあれ祭
- 沖ノ島 - 神の宿る島「沖ノ島」

佐賀県
- 高島 - 波にのり、夢もち帰る宝当復路
- 加唐島 - 百済武寧王生誕の伝承
- 松島 - 暮らしを支える海士の人たち

長崎県
- 対馬島 - ツシマハチミツ・蜂洞（巣箱）

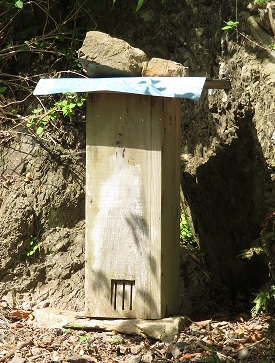
対馬の「蜂洞」

- 対馬島 - 海照らし「ヒトツバタゴ」と鰐浦地区
- 的山大島 - 大根坂の棚田
- 小値賀島 -島のお母さんとの別れ
- 宇久島 - 島から育て高級和牛
- 中通島 - アゴ（とびうお）干し
- 若松島 - キリシタン湾洞
- 頭ヶ島 - 頭ヶ島天主堂
- 椛島 - 大漁祈願。椛島神社例祭「宝来丸の曳船」
- 福江島 - 念仏踊り「チャンココ」
- 黄島 - 黄島港「石積みの堤防」
- 江島 - 江島手作り醤油
- 池島 - 採炭技術
- 端島（軍艦島） - 昭和の栄華を物語る「軍艦島」

熊本県
- 横浦島 - 籠船
- 通詞島 - イルカが泳ぐ通詞島

大分県
- 姫島 - 踊り継ぐ盆踊り

宮崎県
- 島野浦島 - 活気あふれる瞬間! 島野浦神社秋季大祭

鹿児島県
- 上甑島 - 玉石の石垣が残る「たましいの島」
- 種子島 - 昔ながらの黒糖づくり
- 種子島 - 種子島に伝わる郷土芸能
- 屋久島 - 住民の憩いの場「海辺の温泉」
- 竹島 - 竹の子に集う
- 硫黄島 - 八朔太鼓踊り
- 平島 - 平家ゆかりの島の伝統文化
- 悪石島 - 砂風呂
- 奄美大島 - 小湊フワガネク遺跡群とソテツ群落
- 加計呂麻島 - 諸鈍シバヤ（芝居）
- 与路島 - 涼をよぶサンゴの石垣
- 徳之島 - 亀津浜踊り

沖縄県
- 南大東島 - 海辺の海水プール
- 北大東島 - 空飛ぶ「漁船」
- 野甫島 - 小さな島の小さな商店
- 平安座島 - サングヮチャー（旧暦の3月節句）
- 奥武島 - トビーチャ（飛びイカ）を干す風景
- 渡嘉敷島 - 魚が泳ぐ町並み
- オーハ島 - 老漁師とサバニ
- 下地島 - 民間ジェットパイロット訓練空港「下地島空港」
- 竹富島 - 和の中の気「種子取祭」
- 西表島 - 島に息づく染と織
- 波照間島 - さとうきび畑